# Caenotoides mexicanus
Caenotoides mexicanus är en tvåvingeart som beskrevs av Hall 1972. Caenotoides mexicanus ingår i släktet Caenotoides och familjen fönsterflugor.
Artens utbredningsområde är Baja California (Mexiko). Inga underarter finns listade i Catalogue of Life.